# MF Pomerania

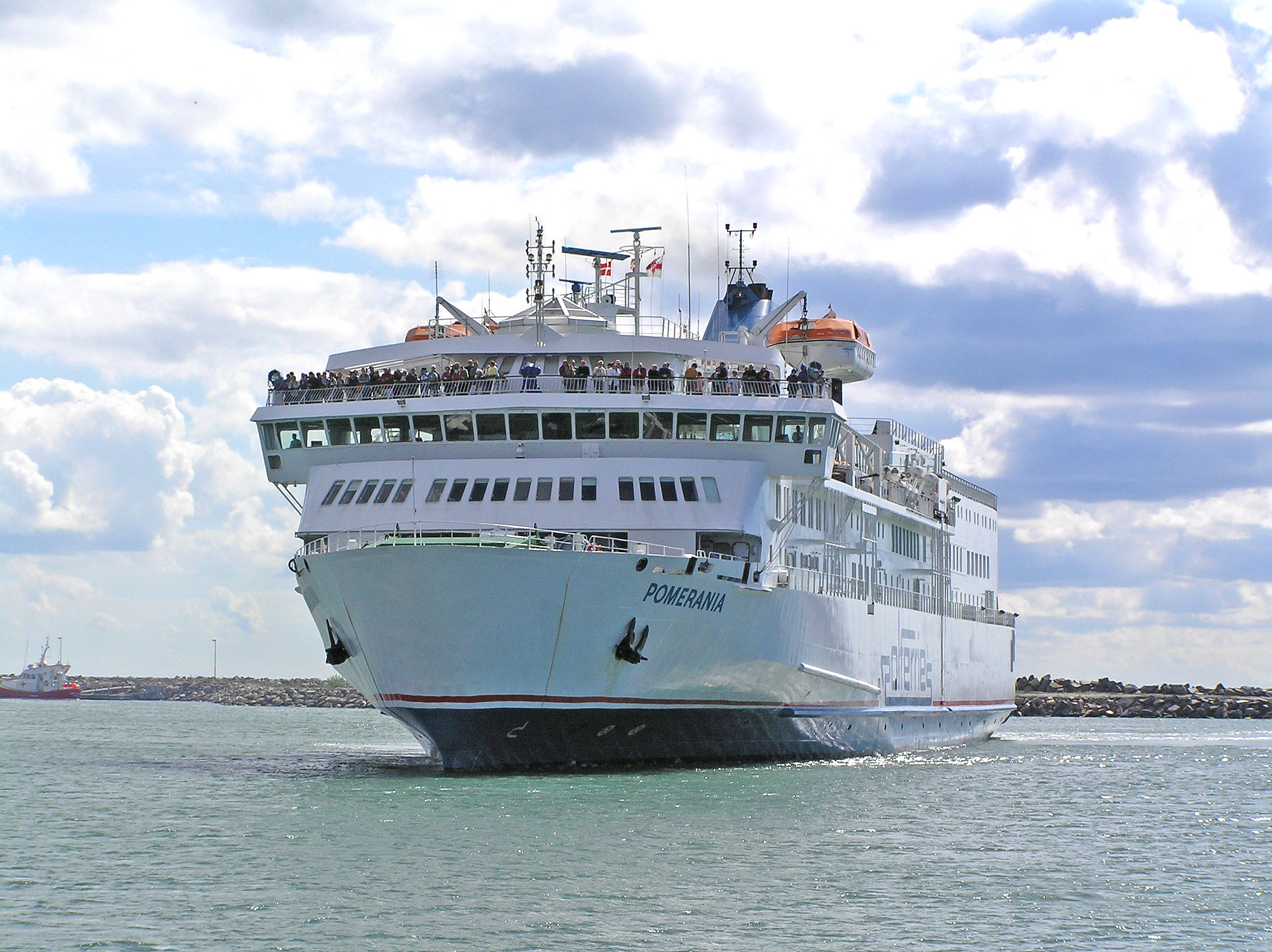
„Pomerania”

MF Pomerania – morski prom pasażersko-samochodowy (ROPAX) zbudowany w 1978 w Stoczni Szczecińskiej im. A. Warskiego na zamówienie kołobrzeskiego armatora – Polskiej Żeglugi Bałtyckiej.

## Charakterystyka
„Pomerania” to pierwszy prom z serii B-490 (numer budowy B-490/1). Pod koniec 1978 roku statek, płynąc do brytyjskiego Felixstowe, opuścił Morze Bałtyckie, jako pierwszy pełnomorski statek pasażerski polskiej budowy [zob. Morze nr 1/79]. Jego jednostkami bliźniaczymi były: MF Silesia (od 2006 MF Yuzhnaya Palmyra), zamówiona przez PŻB – MF Masovia (sprzedana po ukończeniu tureckiemu armatorowi Turkish Maritime Lines, ostatecznie w służbie tureckiej marynarce wojennej pod nazwą MF Iskenderun) oraz dwa promy zbudowane dla armatora tureckiego – MF Ankara i MF Samsun. Seria statków typu B-490 obejmować miała początkowo siedem sztuk. W drugiej połowie lat 70. XX wieku trwała nawet ożywiona dyskusja na temat ewentualnych nazw dla projektowanych jednostek. Jedną z propozycji było na przykład nadanie statkom nazw utworów/form muzycznych, skomponowanych przez Fryderyka Chopina. 
Pomerania została zwodowana 31 maja 1977 roku.
Na początku swojej służby w Polferries, od lipca 1978, jednostka obsługiwała linię Świnoujście – Kopenhaga, w listopadzie tego samego roku wydłużoną do portu Felixstowe w Wielkiej Brytanii (Suffolk) leżącego nad Morzem Północnym. W 1979 Pomerania pływała na linii Helsinki – Nynäshamn – Gdynia.
W okresie załamania rynku przewozów z Polski, w 1981 roku prom był początkowo wyczarterowany szwedzkiemu operatorowi Kalmar Line (obsługiwał linię Kalmar – Rønne), a w 1982 trafił do CoTuNav na linię śródziemnomorską Genua/Marsylia – Tunis, po czym w 1983 powrócił na Bałtyk w związku z reaktywacją żeglugi na linii do Kopenhagi. Od maja 1982 do października 1983 została ona przekształcona w połączenie kombinowane Świnoujście – Kopenhaga – Travemünde. W 1984 roku prom został zmodernizowany. Pływał wówczas na linii Gdańsk - Helsinki, a następnie Świnoujście – Malmö.
Od 1995 prom pływał na linii Świnoujście – Malmö. W 1997 poddany został gruntownemu remontowi i przebudowie w Gdańskiej Stoczni Remontowej. Zakres prac objął przebudowę części pasażerskiej i kadłuba jednostki. Zwiększono jego szerokość z 19,41 do 21,70 m, co spowodowało zwiększenie jego pojemności do 12087 RT. Zwiększono również liczbę miejsc pasażerskich z 984 do 1000 (w tym kabinowych z 436 na 478), kosztem nieznacznego zmniejszenia maksymalnej liczby zabieranych samochodów osobowych z 277 na 273. Po remoncie powrócił na krótko na linię do Malmö, po czym trafił znów na linię do Kopenhagi. Od 2000 obsługiwał również letnią linię ze Świnoujścia na Bornholm do Rønne.
W ramach wdrażania w przedsiębiorstwie programu naprawczego, w 2001 statek zmienił banderę z polskiej na tanią bahamską a jego portem macierzystym zostało Nassau. Jednostka nadal należała do PŻB i pływała pod szyldem Polferries głównie na linii kopenhaskiej, która czasowo, na przełomie lat 2002/2003, była zmieniona na Świnoujście – Ystad – Kopenhaga.
31 stycznia 2005 o godz. 5:52, podczas rejsu do Kopenhagi ze 140 pasażerami na pokładzie, doszło na Bałtyku (pozycja 55°18′42″N 12°40′42″E/55,311667 12,678333) do drobnego wypadku morskiego z udziałem „Pomeranii” i szwedzkiego tankowca „Rio Grande” (4230 BRT). Kolizja nie była groźna w skutkach – żaden z pasażerów nie został ranny, nie doszło do rozszczelnienia kadłuba, a w jej wyniku powstało jedynie niewielkie wgniecenie w części rufowej jednostki. „Pomerania” ukończyła podróż do portu docelowego o własnych siłach.
Na pokładzie, oprócz 478 miejsc pasażerskich w kabinach, znajdowały się również sklepy, kawiarnia, restauracja, bar, „Karczma Słupska”, dwie sale konferencyjne oraz sauna i jacuzzi. Długość linii ładunkowej wynosiła 468 metrów i prom mógł jednorazowo zabrać na pokład do 273 samochodów osobowych lub 26 ciężarowych typu TIR.

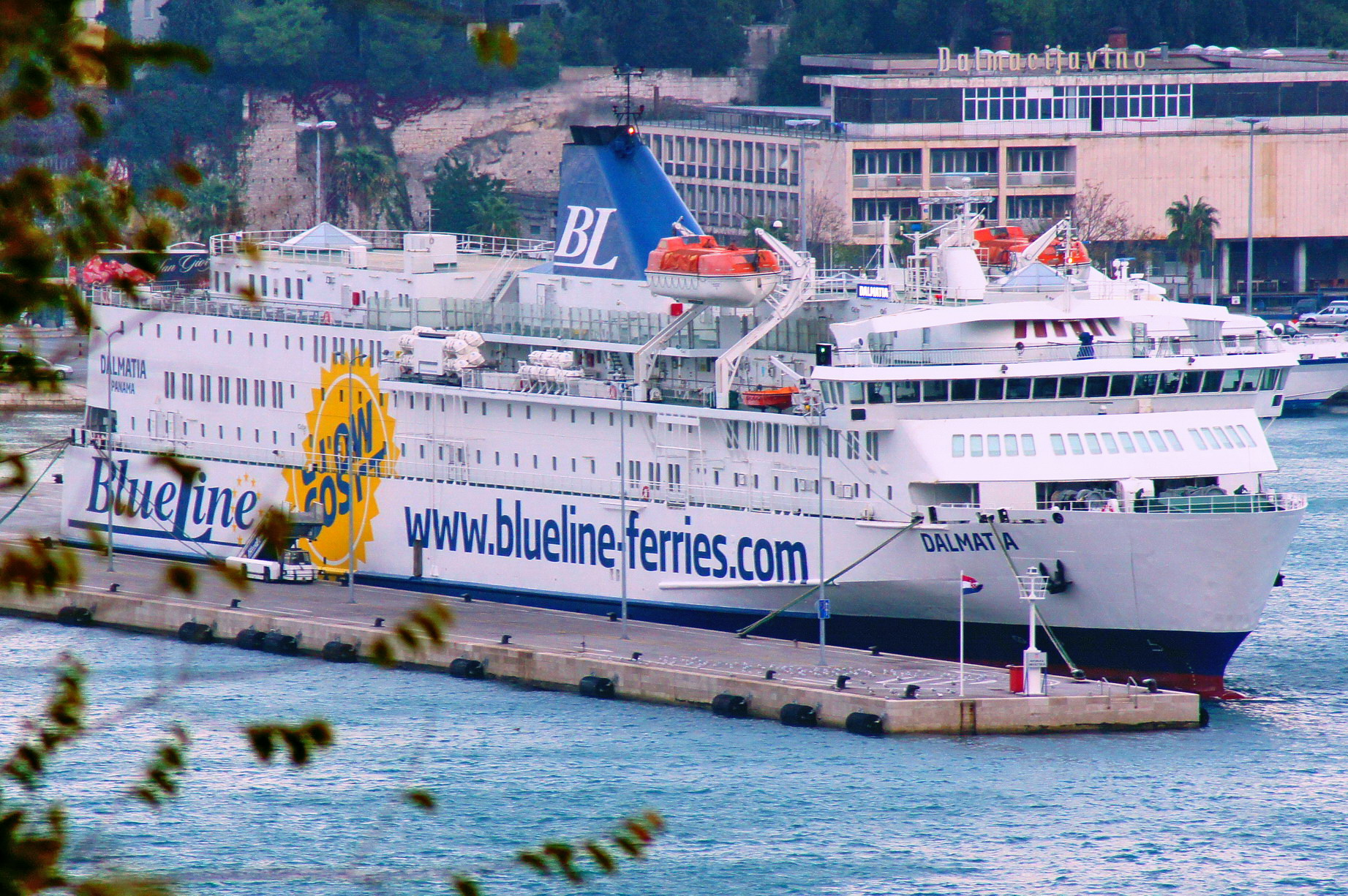
„Dalmatia” w Splicie, Chorwacja

30 października 2010 roku po raz ostatni odbył się rejs na trasie Świnoujście – Kopenhaga, a 1 lutego 2011 r. prom został sprzedany. Nowym właścicielem statku stał się armator Blue Line International. Jednostka pływała pod banderą panamską i nosiła nazwę MF „Dalmatia” i obsługiwała linię Split (Chorwacja) – Ancona (Włochy). W październiku 2014 roku prom został sprzedany stoczni złomowej w Bhavnagar, Indie.
23 października 2014 prom został zezłomowany na plaży w m. Alang w Zatoce Kambajskej w Indiach.